# Горний Борок
Горний Борок (рос. Горный Борок) — присілок в Кстовському районі Нижньогородської області Російської Федерації.
Населення становить 56 осіб. Входить до складу муніципального утворення Слободська сільрада.

## Історія
Від 2009 року входить до складу муніципального утворення Слободська сільрада.

## Населення
| 2002 | 2010 |
| ---- | ---- |
| 22   | ↗56  |